# Lake Amarillo
Lake Amarillo ist ein See beim Ort Keralup im australischen Bundesstaat Western Australia, rund 50 Kilometer südlich von Perth.
Der See ist einen Kilometer lang, 750 Meter breit und liegt auf zwei Metern unter dem Meeresspiegel. Er wird vom Serpentine River durchflossen.